# Elina Born
Elina Born, née le 29 juin 1994 à Lehtse en Estonie, est une chanteuse estonienne.
Le 21 février 2015, elle gagne la finale nationale estonienne et est choisie en duo avec Stig Rästa pour représenter l'Estonie au Concours Eurovision de la chanson 2015 à Vienne, en Autriche avec la chanson Goodbye to Yesterday (Adieu à hier). Ils participent à la première demi-finale, le 19 mai 2015, où ils terminent 3e et se qualifient pour la finale du concours. Ils obtiennent la 7e place avec 106 points.

## Biographie
Elle est la finaliste de la 5e saison du télécrochet Eesti otsib superstaari.